# Salvator Mundi (da Vinci)

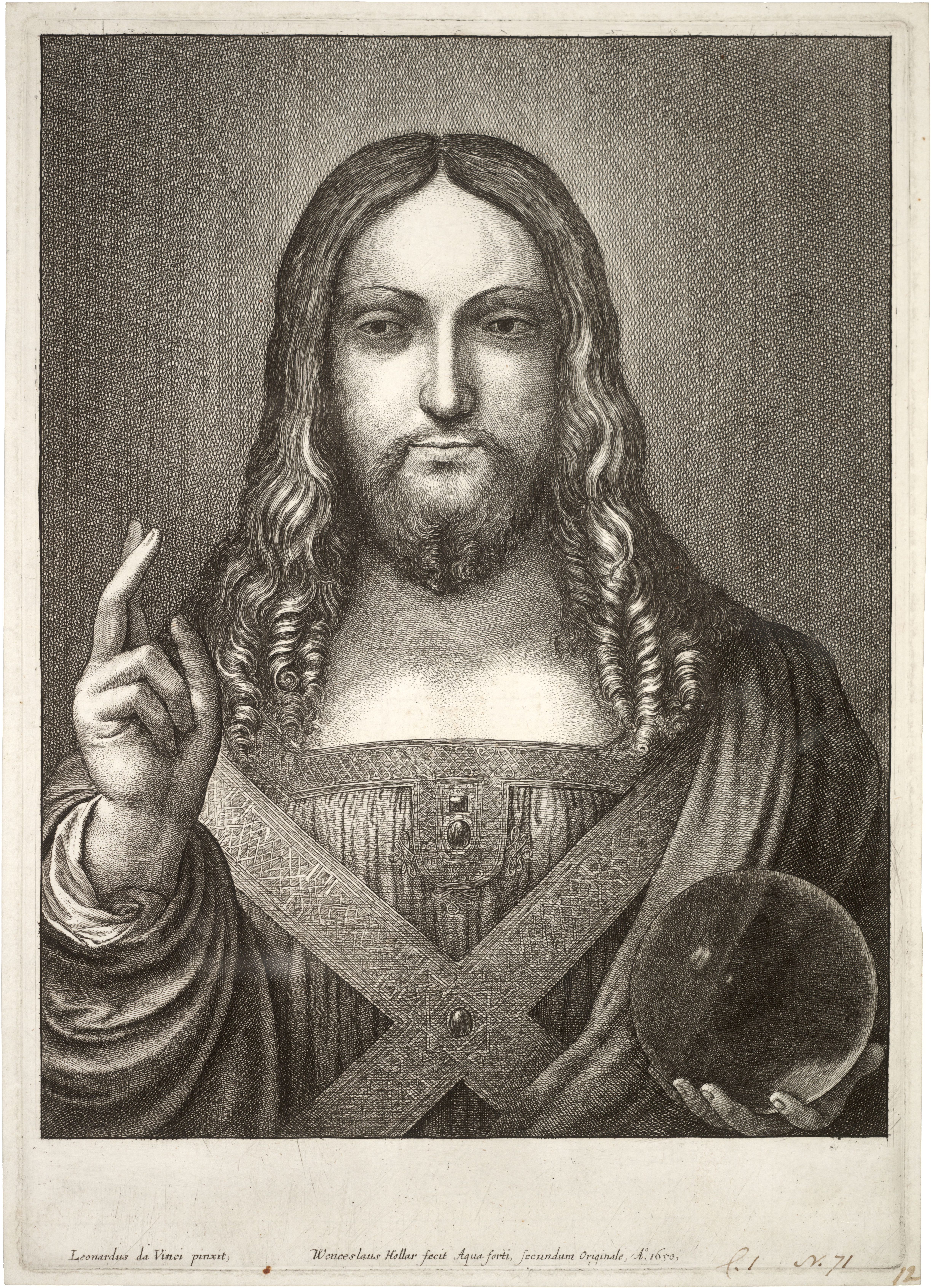
Obraz na rytině Václava Holara z roku 1650

Salvator Mundi (spasitel světa) je obraz Leonarda da Vinciho zobrazující Ježíše Krista jako spasitele, který pochází z doby kolem roku 1500. Na obraze je Kristus v renesančním ošacení udělující požehnání se zdviženou pravou rukou s překříženými prsty, v levé ruce drží křišťálovou kouli. Malba ho tak dle dobové představy zobrazuje jako zachránce světa a vládce všehomíra. Je známo asi 20 verzí obrazu od Leonardových studentů a následníků, samotný originál obrazu byl dlouho považován za ztracený.
V roce 2005 zakoupili obchodníci s uměním na aukci v americkém New Orleans za deset tisíc amerických dolarů tmavý a poškozený obraz, když věřili, že by mohlo jít o dílo z doby renesance. Dílo bylo následně zrestaurováno a zbaveno pozdějších přemaleb, když hlavní restaurátorkou byla Dianne Dwyer Modestini z Newyorské univerzity. Dílo však stále bylo přisuzováno da Vinciho žákovi Giovannimu Antoniovi Boltraffiovi, případně Bernardinu Luinimu. Postupně však začalo být přisuzováno samotnému Leonardovi, jako jeho dílo se poprvé objevilo na výstavě v londýnské National Gallery. Většina odborníků postupně s tímto závěrem souhlasila, někteří ho však nepřijímají.
V květnu 2013 jej zakoupil švýcarský obchodník Yves Bouvier za 75 milionů dolarů v newyorské aukční síni Sotheby's. Následně byla malba prodána ruskému sběrateli a podnikateli Dmitriji Rybolovlevovi za 127,5 milionu dolarů. Po prodeji vznikl mezi Rybolovlevem a Bouvierem právní spor. V listopadu 2017 byl obraz prodán v aukční síni Christie's za více než 450 milionů dolarů. To z obrazu udělalo v té době nejdražší prodaný obraz historie.